# 지오구 루이스 산투
지오구 루이스 산투(1987년 5월 26일 ~ )는 브라질의 축구 선수이다. 포지션은 공격수이다. 

## 클럽 경력
2005년 아소시아상 포르투게자 지 데스포르투스에 입단하면서 커리어를 시작했다. 2007년 1군팀으로 승격되었으며 28경기에 출전해 18골을 기록하는 활약을 펼치며 팀의 1부리그 승격에 공헌했다.
2008-09시즌을 앞두고 그리스 수페르리가 엘라다의 올림피아코스 FC에 입단하면서 유럽 무대에 진출했다. 2008년 8월 30일에 열린 아스테라스 트리폴리스 FC와의 개막전에 출전하면서 그리스 무대 데뷔전을 치렀다. 2008년 10월 2일에 열린 FC 노르셸란과의 2008-09년 UEFA컵 1라운드 2차전 경기에서 멀티골을 넣으며 팀의 5-1 대승을 이끌었다.
2010년 여름 이적시장에서 브라질의 CR 플라멩구로 임대되었다. 이후 반 시즌 뒤에는 산투스 FC로 임대되었다.
2015시즌을 앞두고 타이 리그 1의 부리람 유나이티드 FC로 이적했다. 2015년 1월 24일 열린 방콕 글라스 FC와의 컵대회 경기에서 태국무대 데뷔전을 치렀다. 2015년 4월 22일 열린 성남 FC와의 경기에서 AFC 챔피언스리그 데뷔골을 넣었다. 2015시즌 타이 리그에서 32경기에 출전해 33골을 기록하는 엄청난 활약을 펼쳤다. 이런 공로로 시즌 득점왕과 MVP를 수상했다. 2018년 5월 8일 열린 전북 현대 모터스와의 아시아 챔피언스리그 16강 1차전에서 득점을 기록하며 팀의 3-2승리에 일조했다. 하지만 팀은 2차전 패배로 인해 8강 진출에 실패했다. 2018시즌 리그에서 33경기에 34골을 기록하면서 다시 한 번 타이 리그 1 득점왕에 올랐으며 태국에서 두 번째 MVP를 수상했다.
2019시즌을 앞두고 말레이시아 슈퍼리그의 조호르 다룰 탁짐 FC로 이적했다. 2019년 3월 12일 열린 경남 FC와의 경기에서 페널티킥으로 동점골을 넣으며 팀의 아시아 챔피언스리그 사상 첫번째 승점 획득에 기여했다.

## 국가대표팀 경력
2007년에 브라질 U-20 축구 국가대표팀에 차출되었다.

## 수상

### 팀

#### 올림피아코스 FC
- 수페르리가 엘라다 우승: 2008-09, 2011-12, 2012-13
- 그리스 컵 우승: 2008-09, 2011-12

#### 산투스 FC
- 캄페오나투 파울리스타 우승: 2011
- 코파 리베르타도레스 우승: 2011

#### 부리람 유나이티드
- 타이 리그 1 우승: 2015, 2017, 2018
- 타이 FA컵 우승: 2015
- 타이 리그컵 우승: 2015, 2016
- 태국 챔피언스컵 우승: 2015, 2016
- 메콩 클럽 챔피언십 우승: 2015, 2016
- 도요타 프리미어컵 우승: 2016

#### 조호르 다룰 탁짐
- 말레이시아 슈퍼리그 우승: 2019, 2020
- 말레이시아컵 우승: 2019
- 말레이시아 커뮤니티 실드 우승: 2019, 2020

### 개인
- 타이 리그 1 득점왕: 2015, 2018
- 타이 리그 1 MVP: 2015, 2018